# Niewidzialna ręka
Niewidzialna ręka, ang. invisible hand – metafora użyta przez Adama Smitha w jego książce Badania nad naturą i przyczynami bogactwa narodów (1776) do opisania motywacji uczestników rynku i jego zdolności do najlepszego alokowania czynników produkcji, dóbr i usług.
Smith argumentował, że uczestnicy rynku (producenci i konsumenci) są motywowani chęcią zaspokojenia swoich prywatnych potrzeb i „dbałością o własny interes”. Równocześnie każdy z nich, usiłując jako jednostka maksymalizować swój prywatny dochód, przyczynia się równocześnie do tego, by „dochód społeczny był jak największy”. W tym fragmencie pojawia się pojęcie „niewidzialnej ręki”:

[Każdy] myśli tylko o swym własnym zarobku, a jednak w tym, jak i w wielu innych przypadkach, jakaś niewidzialna ręka kieruje nim tak, aby zdążał do celu, którego wcale nie zamierzał osiągnąć. Społeczeństwo zaś, które wcale w tym nie bierze udziału, nie zawsze na tym źle wychodzi. Mając na celu swój własny interes, człowiek często popiera interesy społeczeństwa skuteczniej niż wtedy, gdy zamierza służyć im rzeczywiście. Nigdy nie zdarzyło mi się widzieć, aby wiele dobrego zdziałali ludzie, którzy udawali, iż handlują dla dobra społecznego.

Smithowi przypisuje się chęć zilustrowania czy wręcz udowodnienia szeregu aksjomatów ekonomii klasycznej: naturalnej wolności gospodarczej, własności prywatnej i samoregulacji gospodarki. W rzeczywistości Smith w tej samej pracy wielokrotnie wskazywał na nieskuteczność leseferyzmu gospodarczego. W wydanej przed Bogactwem narodów, w 1759 Teorii uczuć moralnych Smith wskazał na istnienie redystrybucji społecznej, również posługując się metaforą niewidzialnej ręki.
Niezależnie od tego, Smith pozostaje w powszechnym odbiorze głównym reprezentantem liberalizmu ekonomicznego, zaś przypisywane mu poglądy są kompilacją wcześniejszych opinii Hobbesa, Mandeville’a i późniejszych Herberta Spencera czy wręcz Ayn Rand.
W oryginale angielskim Smith używa sformułowania an invisible hand, co po polsku tłumaczone jest jako „niewidzialna ręka”. Słowo „rynku” do metafory A. Smitha dodał w XIX wieku niemiecki polityk i ekonomista żydowskiego pochodzenia Ferdinand Lassalle.
Problem wadliwej interpretacji słów Adama Smitha opisała w swoim eseju prof. Elżbieta Mączyńska: 

Wiele twierdzeń tego myśliciela świadczy o docenianiu przez niego roli i rangi państwa m.in. w realizowaniu usług publicznych, w tym edukacyjnych i realizowaniu świadczeń społecznych łagodzących nierówności i ubóstwo. [...] Adam Smith wskazywał na zasadność redystrybucyjnej roli państwa, opowiadając się za progresją podatkową. […] Także wbrew neoliberalnym interpretacjom, Smithowskie opinie dotyczące klasy kupców i fabrykantów (rzadko dziś cytowane) nie pozostawiają wątpliwości, że dostrzegał on i w tym obszarze konieczność aktywnej roli państwa. [...] Wbrew temu, co pisał Adam Smith, w ekonomii neoklasycznej kwestionowana i marginalizowana jest rola państwa w gospodarce, co wynika z przyjętego w tej koncepcji założenia, iż mechanizm rynkowy i niewidzialna ręka rynku sprawiają, że wszystkie podmioty gospodarcze, wszyscy ludzie zachowują się w sposób racjonalny jako homo economicus.
Myśliciel ten pisał o „niewidzialnej ręce”, a nie, jak to do dziś jest nader często interpretowane, „niewidzialnej ręce rynku”. Tym samym Smithowski mechanizm niewidzialnej ręki to coś znacznie więcej niż niewidzialna ręka rynku, to całokształt uwarunkowań nie tylko ekonomicznych, ale i etycznych, moralnych, kulturowych i innych. Potwierdza to stwierdzenie Adama Smitha, że w systemie ocen i motywów postępowania ludzkiego poza zasadą tytułowych „uczuć moralnych” istotną rolę odgrywa zasada sprawiedliwości, użyteczności społecznej oraz „sumienia i Bożej Opatrzności”. [...] Wszystko to zasadniczo odróżnia teorię Adama Smitha od jej neoklasycznej i neoliberalnej interpretacji.

## Krytyka

### Joseph E. Stiglitz
Nagrodzony Nagrodą Nobla ekonomista Joseph E. Stiglitz powiedział: „Niewidzialna ręka często wydaje się niewidoczna, ponieważ często jej tam nie ma”. Stiglitz argumentuje to w ten sposób:
Adam Smith, ojciec współczesnej ekonomii, jest często przywoływany jako argument za „niewidzialną ręką” i wolnymi rynkami: firmy, w poszukiwaniu zysków, czynią, jakby niewidzialną ręką, to, co najlepsze dla świata. Ale w przeciwieństwie do swoich zwolenników, Adam Smith zdawał sobie sprawę z pewnych ograniczeń wolnego rynku i od tego czasu badania naukowe wyjaśniły, dlaczego wolne rynki same w sobie często nie prowadzą do tego, co najlepsze. Jak to ująłem w mojej nowej książce, Making Globalization Work, powodem, dla którego niewidzialna ręka często wydaje się niewidoczna jest to, że często jej tam nie ma. Ilekroć występują „skutki zewnętrzne” – gdzie działania danej osoby mają wpływ na innych, za które nie płacą lub za które nie otrzymują rekompensaty – rynki nie będą dobrze działały. Niektóre z ważnych przykładów mają długie zrozumienie negatywnych efektów zewnętrznych. Rynki same w sobie powodują zbyt wiele zanieczyszczeń. Rynki same w sobie również prowadzą zbyt mało badań podstawowych. Rząd był odpowiedzialny za finansowanie większości ważnych przełomowych odkryć naukowych, w tym Internetu i pierwszej linii telegraficznej oraz wielu postępów w dziedzinie biotechnologii. Ostatnie badania wykazały jednak, że te czynniki zewnętrzne są wszechobecne, wszędzie tam, gdzie istnieją niedoskonałe informacje lub niedoskonałe rynki ryzyka – zawsze takie są. Rząd odgrywa ważną rolę w regulacji sektora bankowego i papierów wartościowych, a także wiele innych dziedzin: aby rynki funkcjonowały prawidłowo, potrzebne są pewne regulacje. Potrzebny jest rząd, prawie wszyscy zgodziliby się co najmniej w celu egzekwowania umów i praw własności. Prawdziwa dzisiejsza debata dotyczy znalezienia właściwej równowagi między rynkiem a rządem (a trzeci sektor – rządowe organizacje non-profit). Mogą się one wzajemnie uzupełniać. Równowaga ta jest różna od czasu do czasu i w różnych miejscach.
Powyższy wniosek opiera się na dokumencie Stiglitza z 1986 r. zatytułowanym „Externalities in Economies with Imperfect Information and Incomplete Markets”, który opisuje ogólną metodologię postępowania w przypadku efektów zewnętrznych i obliczania optymalnych podatków korygujących w kontekście ogólnej równowagi. W nim rozważa model z gospodarstwami domowymi, firmami i rządem.
Gospodarstwa domowe maksymalizują funkcję użyteczności {\displaystyle u^{h}(x^{h},z^{h}),} gdzie {\displaystyle x^{h}} jest wektorem konsumpcji, {\displaystyle z^{h}} jest innymi zmiennymi wpływającymi na użyteczność gospodarstwa domowego (np. zanieczyszczenie środowiska). Ograniczenie budżetowe jest obliczane z {\displaystyle x_{1}^{h}+q\cdot {\bar {x}}^{h}\leqslant I^{h}+\sum a^{hf}\cdot \pi ^{f},} gdzie {\displaystyle q} jest wektorem cen, {\displaystyle a^{hf}} frakcyjnym gospodarstwem {\displaystyle h} w firmie {\displaystyle f,} {\displaystyle \pi ^{f}} zyskiem firmy {\displaystyle f,I^{h}} ryczałtowym transferem od rządu do gospodarstwa domowego. Wektor konsumpcji można podzielić na: {\displaystyle x^{h}=(x_{1}^{h},{\bar {x}}^{h}).}
Firmy maksymalizują zyski {\displaystyle \pi ^{f}=y_{1}^{f}+p\cdot {\bar {y}}_{1},} gdzie {\displaystyle y^{f}} jest wektorem produkcji i {\displaystyle p} jest wektorem cen producenta, podlega {\displaystyle y_{1}^{f}-G^{f}({\bar {y}}^{f},z^{f})\leqslant 0,} {\displaystyle G^{f}} funkcja produkcji i {\displaystyle z^{f}} są innymi zmiennymi wpływającymi na firmy. Wektor produkcji można podzielić na: {\displaystyle y^{f}=(y_{1}^{f},{\bar {y}}^{f}).}
Rząd otrzymuje dochód netto {\displaystyle R=t\cdot {\bar {x}}-\sum I^{h},} gdzie {\displaystyle t=(q-p)} jest podatkiem od towarów sprzedawanych gospodarstwom domowym.
Można pokazać, że na ogół uzyskana równowaga nie jest wydajna.
Warto pamiętać, że równowaga dla modelu niekoniecznie musi istnieć. Jeśli istnieje i nie ma podatków (Ih = 0, ∀h), to popyt jest równy podaży, a równowagę można znaleźć przez:
{\displaystyle \sum {\bar {x}}^{h}(q,I,z)-\sum {\bar {y}}^{f}(p,z)={\bar {x}}(q,I,z)-\sum {\bar {y}}^{f}(p,z)=0.}
Użyjmy {\displaystyle {\frac {\partial E^{h}}{\partial q}}=E_{q}^{h}} jako zapisu upraszczającego, gdzie {\displaystyle E^{h}(q,z^{h},u^{h})} jest funkcją wydatków, która pozwala na minimalizację wydatków gospodarstw domowych na pewien poziom użyteczności. Jeśli istnieje zestaw podatków, dopłat i ryczałtów, które pozostawiają gospodarstwa domowe bez zmian i zwiększają dochody rządowe, to powyższa równowaga nie jest optimum Pareta. Z drugiej strony, jeśli powyższa równowaga nieopodatkowana jest optimum Pareta, to następujący problem maksymalizacji ma rozwiązanie dla {\displaystyle t=0{:}}
{\displaystyle {\begin{aligned}&{\underset {t,I}{\operatorname {maximize} }}&&R=t\cdot {\bar {x}}-\sum I^{h}\\&\operatorname {subject\;to} &&I^{h}+\sum a^{hf}\pi ^{f}=E^{h}(q,z^{h};{\bar {u}}^{h})\end{aligned}}}
Jest to niezbędny warunek optymalności Pareta. Przyjmowanie pochodnej ograniczenia w odniesieniu do wydajności t:
{\displaystyle {\frac {dI^{h}}{dt}}+\sum a^{hf}\left(\pi _{z}^{f}{\frac {dz^{f}}{dt}}+\pi _{P}^{f}{\frac {dp}{dt}}\right)=E_{q}^{h}{\frac {dq}{dt}}+E_{z}^{h}{\frac {dz^{h}}{dt}},}
gdzie {\displaystyle \pi _{z}^{f}={\frac {\partial \pi _{*}^{f}}{\partial z^{f}}}} i {\displaystyle \pi _{*}^{f}(p,z^{f})} to maksymalna funkcja zysku firmy. Ale ponieważ q = t + p, mamy to dq/dt = IN-1 + dp/dt. Dlatego podstawianie {\displaystyle dq/dt} w powyższym równaniu i przestawianie warunków daje:
{\displaystyle E_{q}^{h}+\left(E_{q}^{h}-\sum a^{hf}\pi _{P}^{f}\right){\frac {dp}{dt}}={\frac {dI^{h}}{dt}}+\left\{\sum a^{hf}\pi _{z}^{f}{\frac {dz^{f}}{dt}}-E_{z}^{h}{\frac {dz^{h}}{dt}}\right\}.}
Podsumowując wszystkie gospodarstwa domowe i pamiętając o tym {\displaystyle \sum a^{hf}=1,} wydajność:
{\displaystyle \sum E_{q}^{h}+\left(\sum E_{q}^{h}-\sum \pi _{P}^{f}\right){\frac {dp}{dt}}=\sum {\frac {dI^{h}}{dt}}+\left\{\sum \pi _{z}^{f}{\frac {dz^{f}}{dt}}-\sum E_{z}^{h}{\frac {dz^{h}}{dt}}\right\}.}
Według twierdzenia o kopercie mamy:
{\displaystyle {\widehat {x}}_{k}^{h}(q;z^{h},u^{h})=\left.{\frac {\partial E^{h}}{\partial q}}\right|_{z^{h},u^{h}},}
{\displaystyle \left.{\frac {\partial \pi _{*}^{f}}{\partial p_{k_{1}}}}\right|_{z^{f}}=y_{k}^{f};}∀k.
Pozwala to na przepisanie ograniczenia jako:
{\displaystyle {\bar {x}}+({\bar {x}}-{\bar {y}}){\frac {dp}{dt}}=\sum {\frac {dI^{h}}{dt}}+\left(\sum \pi _{z}^{f}{\frac {dz^{f}}{dt}}-\sum E_{z}^{h}{\frac {dz^{h}}{dt}}\right).}
Ponieważ {\displaystyle {\bar {x}}={\bar {y}}{:}}
{\displaystyle \sum {\frac {dI^{h}}{dt}}={\bar {x}}-\left(\sum \pi _{z}^{f}{\frac {dz^{f}}{dt}}-\sum E_{z}^{h}{\frac {dz^{h}}{dt}}\right).}
Rozróżnienie funkcji celu problemu maksymalizacji:
{\displaystyle {\frac {dR}{dt}}={\bar {x}}+{\frac {d{\bar {x}}}{dt}}\cdot t-\sum {\frac {dI^{h}}{dt}}.}
Zastępując {\displaystyle \sum {\frac {dI^{h}}{dt}}} z poprzedniego równania wynika:
{\displaystyle {\frac {dR}{dt}}={\frac {d{\bar {x}}}{dt}}\cdot t+(\sum \pi _{z}^{f}{\frac {dz^{f}}{dt}}-\sum E_{z}^{h}{\frac {dz^{h}}{dt}})={\frac {d{\bar {x}}}{dt}}\cdot t+(\Pi ^{t}-B^{t}).}
Przypomnijmy, że dla problemu maksymalizacji rozwiązanie {\displaystyle t=0{:}}
{\displaystyle {\frac {dR}{dt}}=(\Pi ^{t}-B^{t})=0.}
Podsumowując, aby równowaga była optimum Pareta, {\displaystyle dR/dt} musi wynosić zero. Z wyjątkiem szczególnego przypadku, w którym Π i B są równe, na ogół równowaga nie będzie optymalna pod względem Pareto, a więc nieefektywna.

### Noam Chomsky
Noam Chomsky sugeruje, że Smith czasami używał sformułowania, które odnosiło się do „home bias” przy inwestycjach krajowych w opozycji do offshore outsourcingu produkcji i neoliberalizmu.
Co ciekawe, kwestie te przewidzieli wielcy założyciele współczesnej ekonomii, na przykład Adam Smith, który rozpoznał i przedyskutował, co by się stało z Wielką Brytanią, gdyby właściciele przestrzegali zasad zdrowej ekonomii, którą obecnie nazywa się neoliberalizmem. Ostrzegł, że gdyby brytyjscy producenci, kupcy i inwestorzy wyjechali za granicę, mogliby zyskać, ale ucierpiałaby na tym Anglia. Myślał jednak, że tak się nie stanie, ponieważ właściciele będą kierować się stronniczością domową (home bias). Tak jakby więc niewidzialną ręką oszczędzono by Anglii zniszczeń ekonomicznej racjonalności. Ten fragment jest dosyć trudny do przeoczenia. Jest to jedyne wystąpienie słynnego sformułowania „niewidzialna ręka” w Badaniach nad naturą i przyczynami bogactwa narodów, a mianowicie w krytyce tego, co nazywamy neoliberalizmem.

### Stephen LeRoy
Stephen LeRoy, emerytowany profesor na Uniwersytecie Kalifornijskim w Santa Barbara i profesor wizytujący w Banku Rezerwy Federalnej w San Francisco, zaproponował krytykę niewidzialnej ręki, pisząc, że „jedyną najważniejszą propozycją w teorii ekonomii, po raz pierwszy stwierdzoną przez Adama Smitha, jest to, że konkurencyjne rynki dobrze rozdzielają zasoby. (...) Kryzys finansowy wywołał debatę na temat właściwej równowagi między rynkiem a rządem i skłonił niektórych naukowców do zastanowienia się, czy warunki przyjęte przez Smitha... są właściwe dla współczesnych gospodarek.